# Nisides Kythiron: Prasonisi, Dragonera, Antidragonera
Nisides Kythiron: Prasonisi, Dragonera, Antidragonera este o arie protejată (arie specială de conservare — SAC, sit de importanță comunitară — SCI) din Grecia întinsă pe o suprafață de 989,13 ha, din care 94 % marine.

## Localizare
Centrul sitului Nisides Kythiron: Prasonisi, Dragonera, Antidragonera este situat la coordonatele 36°15′40″N 23°05′43″E / 36.261219°N 23.095391°E.

## Înființare
Situl Nisides Kythiron: Prasonisi, Dragonera, Antidragonera a fost declarat sit de importanță comunitară în august 1996 pentru a proteja 1 specie de animale. Situl a fost protejat și ca arie specială de conservare în martie 2011.

## Biodiversitate
Situată în ecoregiunile marină mediteraneană și mediteraneană, aria protejată conține 3 habitate naturale: Faleze cu vegetație de Limonium spp. endemic de pe coastele mediteraneene, Tufărișuri termo-mediteraneene și de pre-deșert, Sarcopoterium spinosum phryganas.
La baza desemnării sitului se află o specie protejată de  reptile: Chelonia mydas
Pe lângă speciile protejate, pe teritoriul sitului au mai fost identificate 3 specii de plante, 1 specie de nevertebrate.